# 23. østlige længdekreds
Den 23. østlige længdekreds (eller 23 grader østlig længde) er en længdekreds, der ligger 23 grader øst for nulmeridianen. Den løber gennem Ishavet, Atlanterhavet, Europa, Afrika, det Indiske Ocean, det Sydlige Ishav og Antarktis.